# Helena Mattsson

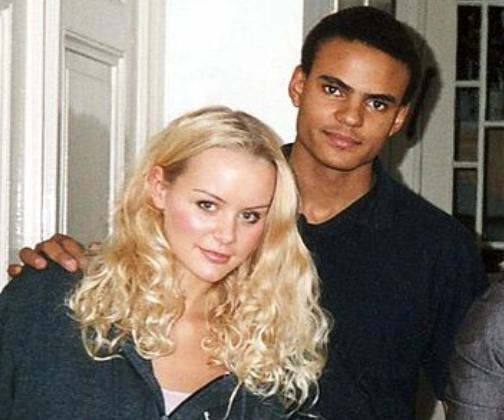
Mattsson z Mohombim, po próbie Wild Side Story (2002)

Helena Christina Mattsson (ur. 30 marca 1984 w Sztokholmie) – szwedzka aktorka, obecnie mieszka i pracuje w Hollywood.

## Życiorys
Urodziła się i wychowała w Sztokholmie w Szwecji. Występowała na scenie w Wild Side Story. W młodym wieku przeniosła się do Londynu, by zacząć uczęszczać do szkoły teatralnej. Kiedy miała 19 lat przeprowadziła się do Hollywood.
W 2007 roku zagrała główną rolę w filmie Gatunek 4: Przebudzenie. Rok później pojawiła się u boku Mischy Barton w filmie You and I. Wystąpiła również w teledysku grupy Primal Scream Country Girl. W 2009 zagrała w filmie Surogaci. W 2010 roku dołączyła do obsady serialu Gotowe na wszystko, gdzie zagrała Rosjankę Irinę.

## Filmografia
- 2005: CSI: Kryminalne zagadki Nowego Jorku (CSI: NY) jako Lauren Redgrave
- 2005: Sex, Love & Secrets jako Alexis
- 2006: Kill grill (Kitchen Confidential) jako piękna blondynka
- 2007: CSI: Kryminalne zagadki Miami (CSI: Miami) jako Juliana Ravez
- 2007: Gatunek 4: Przebudzenie (Species: The Awakening) jako Miranda
- 2007: Z Bollywood do Hollywood (Americanizing Shelley) jako aktorka
- 2007: Dowody zbrodni (Cold Case) jako Kateryna Yechenko
- 2007: CSI: Kryminalne zagadki Las Vegas (C.S.I.: Crime Scene Investigation) jako Rebecca ‘Becca’ Mayford
- 2008: Dwóch i pół (Two and a Half Men) jako Angela
- 2008: You and I jako Kira
- 2009: Miecz prawdy (Legend of the Seeker) jako Salindra
- 2009: Nobody jako Lelle
- 2009: Surogaci (Surrogates) jako JJ
- 2009: Sposób użycia (Rules of Engagement) jako Martina
- 2010: Gotowe na wszystko (Desperate Housewives) jako Irina Korsakov
- 2010: Iron Man 2[1] jako Rebecca
- 2010: Agenci NCIS: Los Angeles (NCIS: Los Angeles) jako Johanna
- 2011: Spluwy, dziewczyny i poker (Guns, Girls and Gambling) jako Annabel
- 2012: 7 psychopatów (Seven Psychopaths) jako blondynka
- 2012: Melvin Smarty jako Sylvia
- 2014: Audrey jako Tess
- 2014: Fargo[1] jako Jemma Stalone
- 2015–2016: American Horror Story[1] jako Agnetha
- 2016: Samotnik jako Oksana
- 2016: Code of Honor jako Keri Green
- 2016: Smartass jako Henna
- 2018: My Husband’s Secret Wife jako Avery
- 2018: My Dinner with Hervé jako Britt Ekland[1]
- 2018: The Perfect One jako Grace